# كلية بيت لحم للكتاب المقدس
كلية بيت لحم للكتاب المقدس هي كلية مسيحية إنجيلية تأسست عام 1979 في بيت لحم. تقوم الكلية بتدريب الطلاب على نموذج تمركز المسيح والقدرات الكتابية. تستخدم الكلية اللغة العربية كلغة أساسية للتعليم، ويتم اعتماد جميع الدورات من خلال «جمعية الشرق الأوسط للتعليم اللاهوتي» ووزارة التعليم العالي الفلسطينية والعديد من المنظمات اللاهوتية الدولية.

## التأسيس
تأسست كلية بيت لحم للكتاب المقدس من قبل بشارة عوض في عام 1979. انتقلت الكلية إلى مبانٍ جديدة على طريق مدينة الخليل في التسعينات. اعتبارا من يونيو 2016، كان لدى الكلية ما بين 250 و275 طالبًا.
وتمتلك الكلية فروع في الناصرة وغزة، فضلاً عن تقديم شهادات عبر الإنترنت. كما أصبحت معتمدة من قبل السلطة الوطنية الفلسطينية.

### الاعتراف بالكلية
- الكلية معترف بها لشهادة البكالوريوس في دراسات الكتاب القدس من قبل وزارة التعليم العالي الفلسطينية ورابطة التعليم اللاهوتي في الشرق الأوسط.
- الكلية معترف بها لشهادة لدبلوم في دراسات الكتاب القدس وفي التربية المسيحية من قبل وزارة التعليم العالي الفلسطينية ورابطة التعليم اللاهوتي في الشرق الأوسط.
- الكلية معترف بها لشهادة الدبلوم المتوسط في الإعلام من قبل وزارة قبل وزارة التعليم العالي الفلسطينية وتطمح للحصول على الاعتراف لشهادة البكالوريوس في المستقبل القريب.
- الكلية معترف بها لتدريس الأدلاء السياحيين من قبل وزارة السياحة والآثار الفلسطينية.

## أعضاء مجلس الإدارة
- جوناثان كتاب: رئيس مجلس الإدارة - محامي ومدافع عن حقوق الإنسان
- لبيب مدانات: الرئيس التنفيذي لجمعية الكتاب المقدس في الأراضي المقدسة
- نبيل فليفل: مهندس ميكانيكي
- جورجيت نصار: زوجة المطران الراحل نعيم نصار
- أليكس عوض: راعي الكنيسة المعمدانية في القدس الشرقية - عميد الطلبة في الكلية ومدير جمعية الراعي.

## حرم الكلية ومبانيها
تقع الكلية على شارع القدس – الخليل على الجهة الغربية، وتتكون من أربعة أبنية:
- بناء الإدارة: تحتوي على ثلاثة طوابق، يحتوي الطابق الأول على جمعية الراعي، مكتب نائب العميد للشئون الأكاديمية، مكتب التسجيل، مكتب نائب العميد لشئون الطلبة. ويحتوي الطابق الثاني على مكاتب الإدارة والسكرتارية ومكتب المدير ومكتب نائب العميد للشئون الإدارية، وقسم المالية. أما الطابق الثالث فهو عبارة عن غرفة صلاة وتأملات تطل مباشرة على مدينة بيت جالا.
- بناء الوسط: تحتوي على غرف محاضرات للطلبة ومكاتب للهيئة التدريسية وغرفة طعام ومطبخ. يوجد أيضاً محل تجاري يحتوي على حرف يدوية وخشبية فلسطينية.
- البناء الثالث: تحتوي على غرف للشباب والضيوف، ويحتوي الطابق الثاني على المكتبة العامة، وعلى مختبر للحاسوب موصول مع شبكة الإنترنت على مدار الساعة وعلى قسم السياحة. أما الطابق الثالث فيحتوي قسم الإعلام وعلى قاعة كبيرة متعددة الأغراض وعلى غرف للتدريس. ويحتوي الطابق الرابع على بيت ضيافة.
- البناء الرابع: مؤلفة من أربعة طوابق وهي تحت الإنشاء وستخدم لأغراض متنوعة.
- يوجد في الكلية أيضاً بستان يحتوي على العديد من النباتات المذكورة في الكتاب المقدس وساحة خارجية.[4]